# Salle Omnia
Ne doit pas être confondu avec Omnia Pathé.
La salle Omnia, ou simplement l'Omnia, est une ancienne salle de spectacle, de bal et de cinéma à Fontainebleau, en France.

## Situation et accès
L'édifice était situé à l'angle de la rue Marrier et de la rue d'Avon, non loin du centre-ville de Fontainebleau, et plus largement au sud-ouest du département de Seine-et-Marne.

## Historique
L'édifice est construit sur un terrain municipal, notamment à l'initiative de Benoist-Lévy. Son inauguration officielle a lieu le 23 août 1907, en présence de nombreux invités dont le sous-préfet Hippolyte Juillard, le maire Charles Lefèvre et des conseillers municipaux. Durant la cérémonie, Jules Viatte prend la parole en premier, en sa triple qualité d'architecte de l'édifice, de président de la section de Fontainebleau de la Société populaire des beaux-arts et de conseiller municipal. Benoist-Lévy se lève ensuite pour remettre à la municipalité la salle qu'il a fait construire. Enfin, l'adjoint Marie inaugure la salle au nom de la Ville.
La salle est détruite, à la suite d'un incident, à la fin du XXe siècle.[réf. souhaitée]

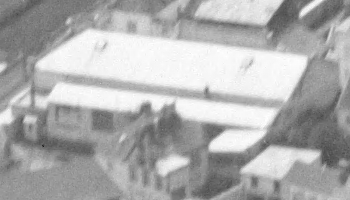
Vue aérienne de l'arrière de l'édifice, en avril 1935.
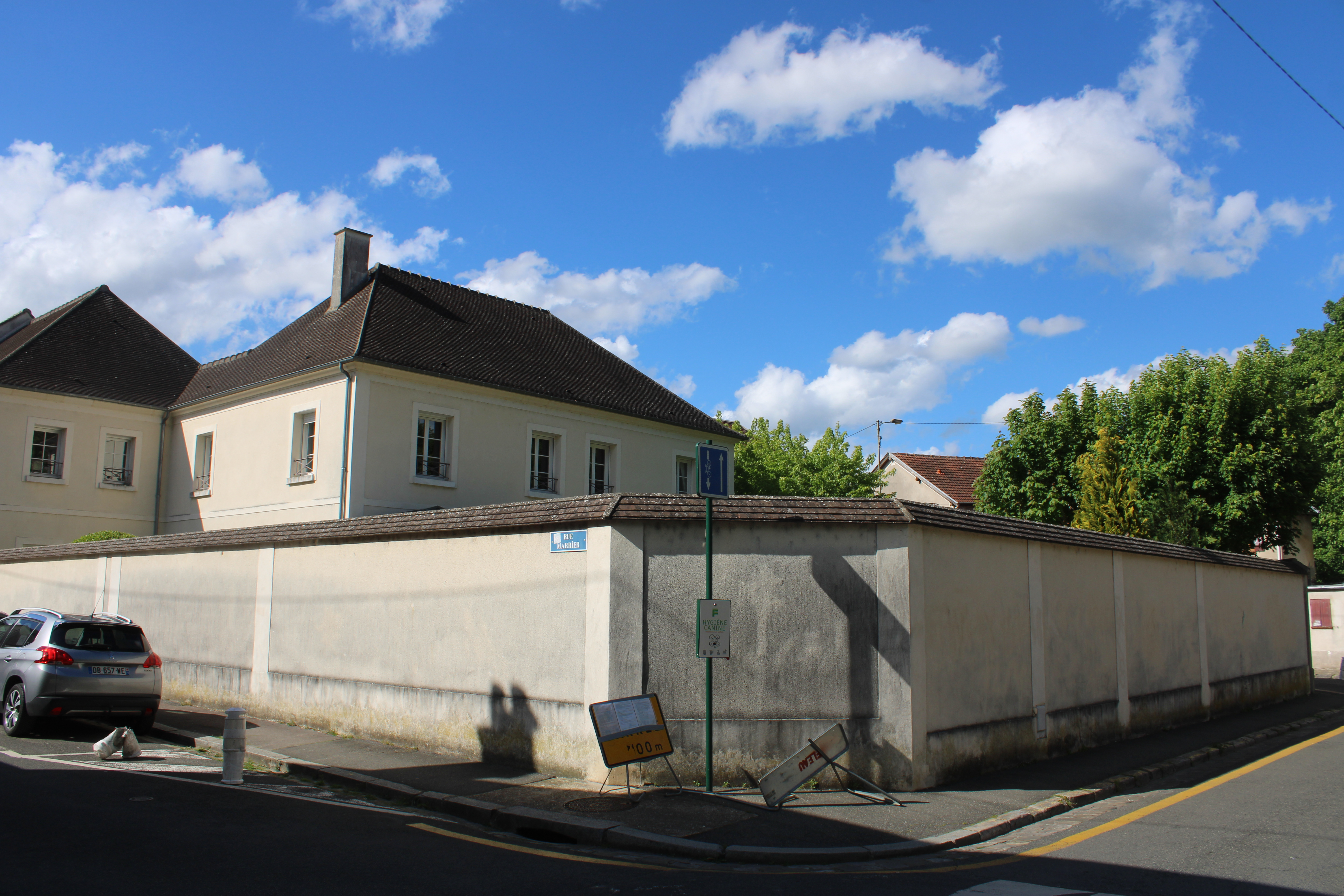
Angle des rues Marrier et d'Avon en mai 2021.

## Structure

### Extérieur
De forme plutôt rectangulaire, l'entrée se trouve dans un pan coupé à l'angle des rues.

### Intérieur

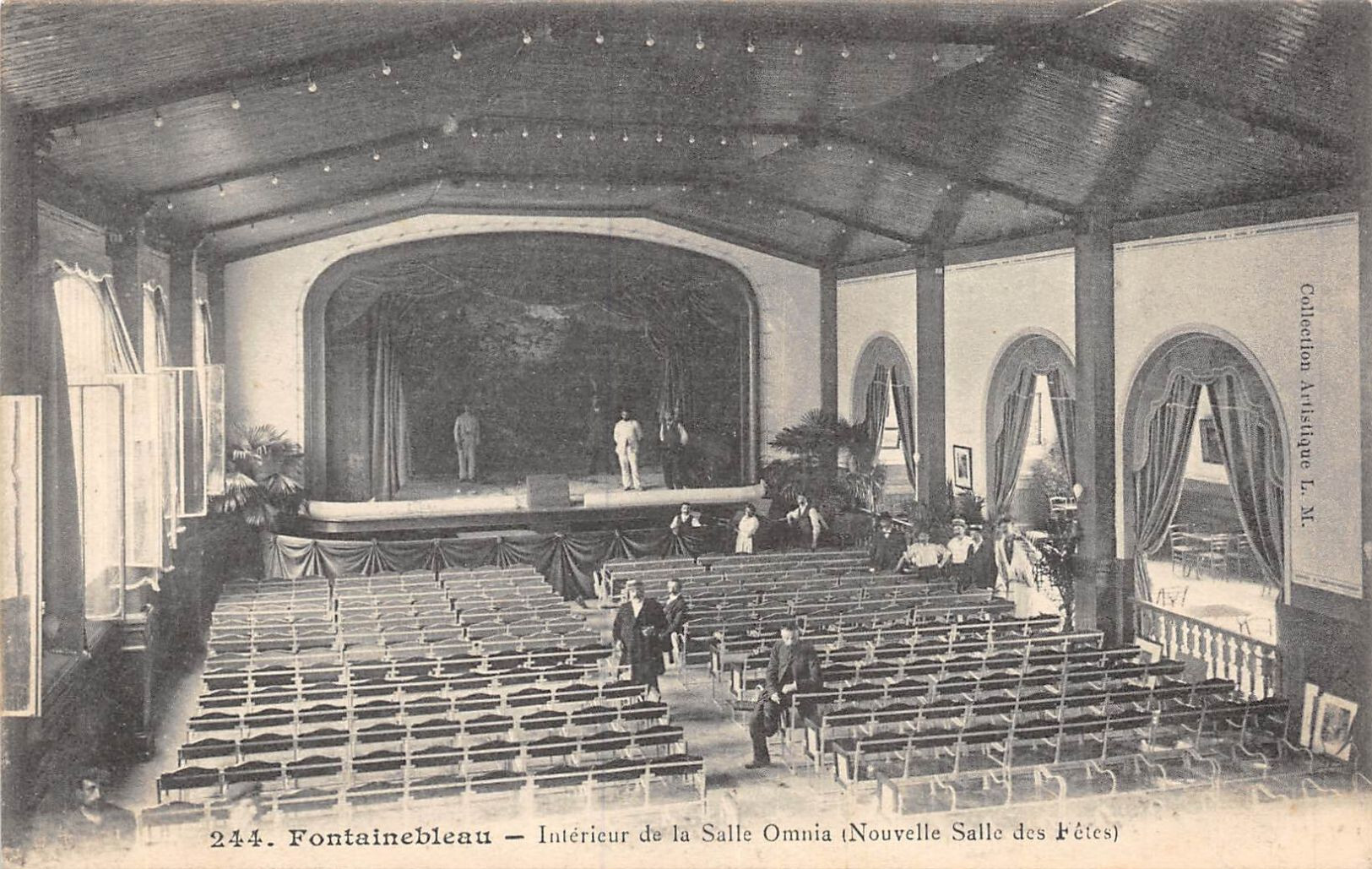
Intérieur de la salle vers 1908.

L'entrée donne sur un vestibule qui correspond avec le bureau de location, le vestiaire et le bar au fond de la salle. Au-dessus de celle-ci se trouvent des tribunes et la cabine du cinématographe. Depuis ce vestibule, trois larges portes donnent accès à la salle. Elles sont garnies de peluche vert amande, étoffe employée pour toutes les tentures de la salle et que l'on retrouve également dans le rideau de théâtre, qui s'ouvre en deux par le milieu et rentre des deux côtés derrière le manteau d'arlequin. La scène est encadrée d'un cordon d'ampoules électriques se détachant sur une large bordure rouge en deux tons.
La salle en elle-même est longue et large et peut accueillir de 600 à 700 personnes. Des fenêtres ont été percées du côté de la rue Marrier, qu'il est possible de recouvrir de rideaux doublés de bleu foncés ; des sorties de secours sont également aménagées. La plafond, quant à lui, est fait de bois de sapin naturel vernis. Dans le sens de la longueur, un couloir central divise la salle en deux. Dans le sens de la largeur, les places sont regroupées en trois catégories : fauteuil de peluche vert amande ; premières avec sièges en bois venis ; secondes sans dossier. Tous les sièges sont assemblés par trois pour leur déplacement efficace en cas d'une utilisation du local pour des banquets ou des bals.
Sur la droite, parallèlement et légèrement surélevé, s'étend une salle de café-promenoir qui communique avec le théâtre par de grandes baies. Son autre côté s'ouvre sur une cour, accessible depuis la rue d'Avon, qui donne également accès au logement du directeur, aux loges et aux coulisses. Ces dernières sont par ailleurs séparées du public par une longue porte spéciale.